# Михалево (Вытегорский район)
Михалево — деревня в Вытегорском районе Вологодской области.
Входит в состав Андомского сельского поселения, с точки зрения административно-территориального деления — в Андомский сельсовет.
Расположена на левом берегу реки Андома, на трассе А119. Расстояние по автодороге до районного центра Вытегры — 33 км, до центра муниципального образования села Андомский Погост — 1 км. Ближайшие населённые пункты — Андомский Погост, Березина, Гуляево, Кюрзино, Ладина, Маковская, Митрово, Сергеево.
По переписи 2002 года население — 110 человек (48 мужчин, 62 женщины). Преобладающая национальность — русские (93 %).